# Västergötlands runinskrifter 174
Västergötlands runinskrifter 174 är en vikingatida runsten i Nöre, Dalums socken och Ulricehamns kommun. Stenens plats, ungefär 400 meter söder om Flatasjön, är troligen den ursprungliga. Runstenen är 2,1 meter hög och 0,8 meter bred. Runhöjden är 10-13 centimeter. Ristningen är djupt och väl huggen.

## Inskriften
Translitterering av runraden:
· kalmi : risþi : stin : þena : eftiʀ : helka : sun : sin : iaʀ : turknaþi :
Normalisering till runsvenska:
Gamli(?)/Galmi(?) ræisti stæin þenna æftiʀ Hælga, sun sinn, eʀ drunknaði.
Översättning till nusvenska:
Gamle/Galme reste denna sten efter Helge, sin son, som drunknade.